# Андрюшевка (Омская область)
Андрюшевка — деревня в Полтавском районе Омской области России. Входит в состав Ольгинского сельского поселения.

## История
Основана в 1915 году. В 1928 году состояла из 43 хозяйств, основное население — украинцы. В составе Ольгинского сельсовета Полтавского района Омского округа Сибирского края.

## Население
| 1926 | 2010 |
| ---- | ---- |
| 252  | ↘125 |

## Люди связанные с селом
- Шамбер, Алексей Алексеевич  (1947—2018) — советский и российский артист оперетты, педагог, народный артист Российской Федерации (2002).